# Masivul Piatra Mare

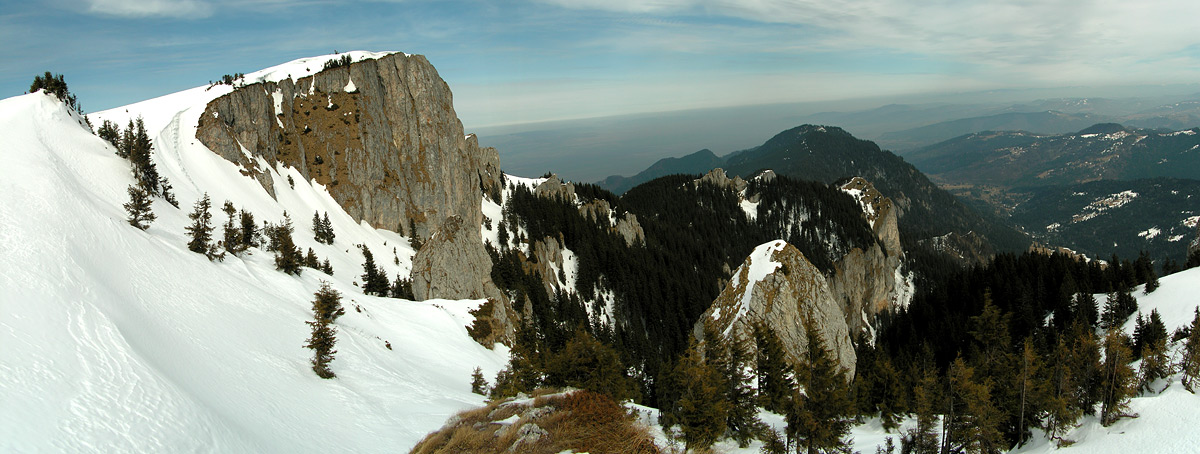
Abruptul estic al masivului Piatra Mare

Masivul Piatra Mare face parte din munții Bârsei, localizați în sudul depresiunii  Brașovului, în cadrul Carpaților de Curbură. Atinge înălțimea maximă în vârful omonim, având o altitudine de 1.844 m.

## Limite
Limita nordică a masivului este formată de depresiunea intramontană a Bârsei.
În est, valea Gârcinului, însoțită de abruptul răsăritean al Pietrei Mari, constituie limita față de culmile rotunjite ale munților Gârbovei cu care există numeroase legături turistice.
Limita sudică, spre munții mai scunzi ai Predealului, urmărește cursurile superior și mijlociu al Timișului Sec de Sus si pitoreasca depresiune a Timișului de Sus.
Spre vest, culoarul vaii Timișului desparte Piatra Mare de masivul Postăvarul.

## Acces
În zona masivului Piatra Mare se poate ajunge fie pe cale rutieră (DN1 și DN1A), fie folosind calea ferată magistrală ce leagă București de Brașov.
Puncte de plecare pe traseele din Piatra Mare:
- cabana Dâmbul Morii (Timișu de Jos)
- Săcele
- Timișu de Sus
- Predeal

## Cabana Piatra Mare
Exista posibilitatea de cazare peste noapte la cabana Piatra Mare, 1628 m altitudine. Cabana este conceputa ca un open-space mare, fara usi intre mansarda unde sunt paturile si sala de mese de la parter.